# Yun Byung-se
Yun Byung-se (nascido em 3 de agosto de 1953) é um diplomata sul-coreano, foi ministro das Relações Exteriores de seu país.